# Le refuge
Le refuge is een Franse film onder regie van François Ozon die werd uitgebracht in 2009.

## Verhaal
Mousse en Louis houden van elkaar, maar ze houden ook van drugs. Op een avond gebruiken ze een overdosis en sterft Louis. Mousse overleeft het, maar de dokter vertelt haar dat ze zwanger is. Ze vlucht naar een huis ver van Parijs aan de Baskische kust. Een paar maanden later vervoegt Paul, de jongere homoseksuele broer van Louis, haar in haar toevluchtsoord. Aanvankelijk is Mousse beschaamd en gespannen, maar uiteindelijk waardeert ze zijn aanwezigheid, die haar aan Louis doet denken.
Le refuge vormt samen met Sous le sable en Le temps qui reste een trilogie over dood en rouw.

## Rolverdeling
- Isabelle Carré als Mousse
- Louis-Ronan Choisy als Paul
- Pierre Louis-Calixte als Serge
- Melvil Poupaud als Louis
- Claire Vernet als de moeder
- Nicolas Moreau als de rijke verleider
- Marie Rivière als de vrouw op het strand
- Jérôme Kircher als de dokter
- Jean-Pierre Andréani als de vader
- Emile Berling als de drugdealer